# Rotterdam
För andra betydelser, se Rotterdam (olika betydelser).

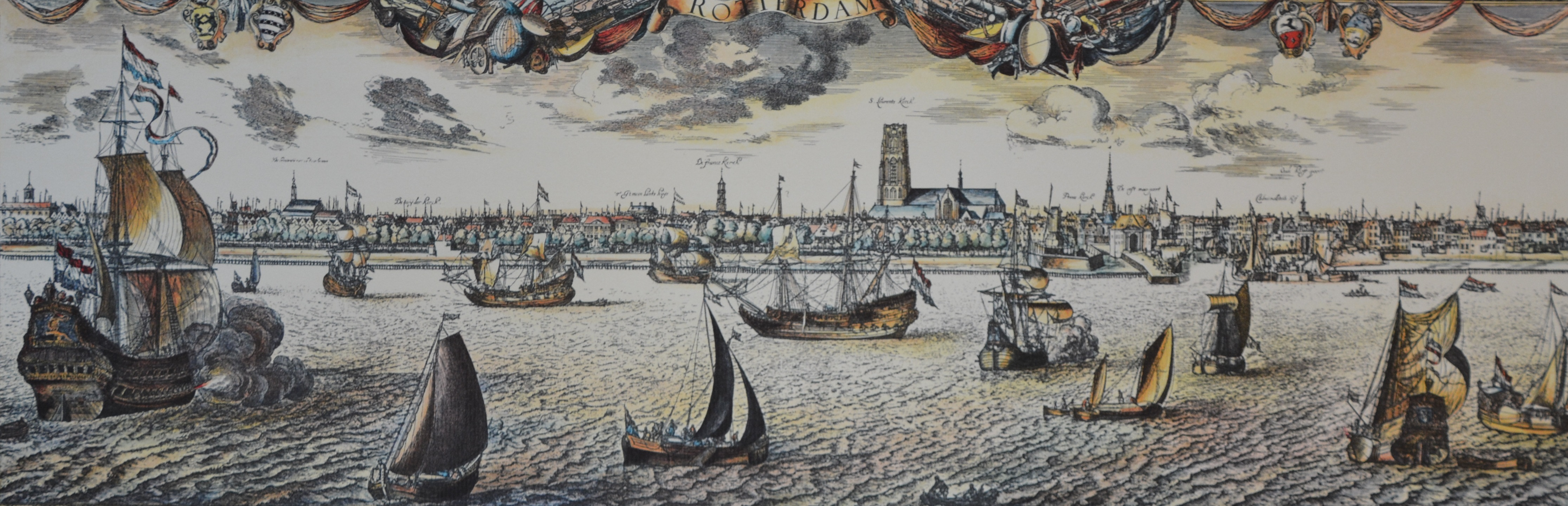
Rotterdam 1620

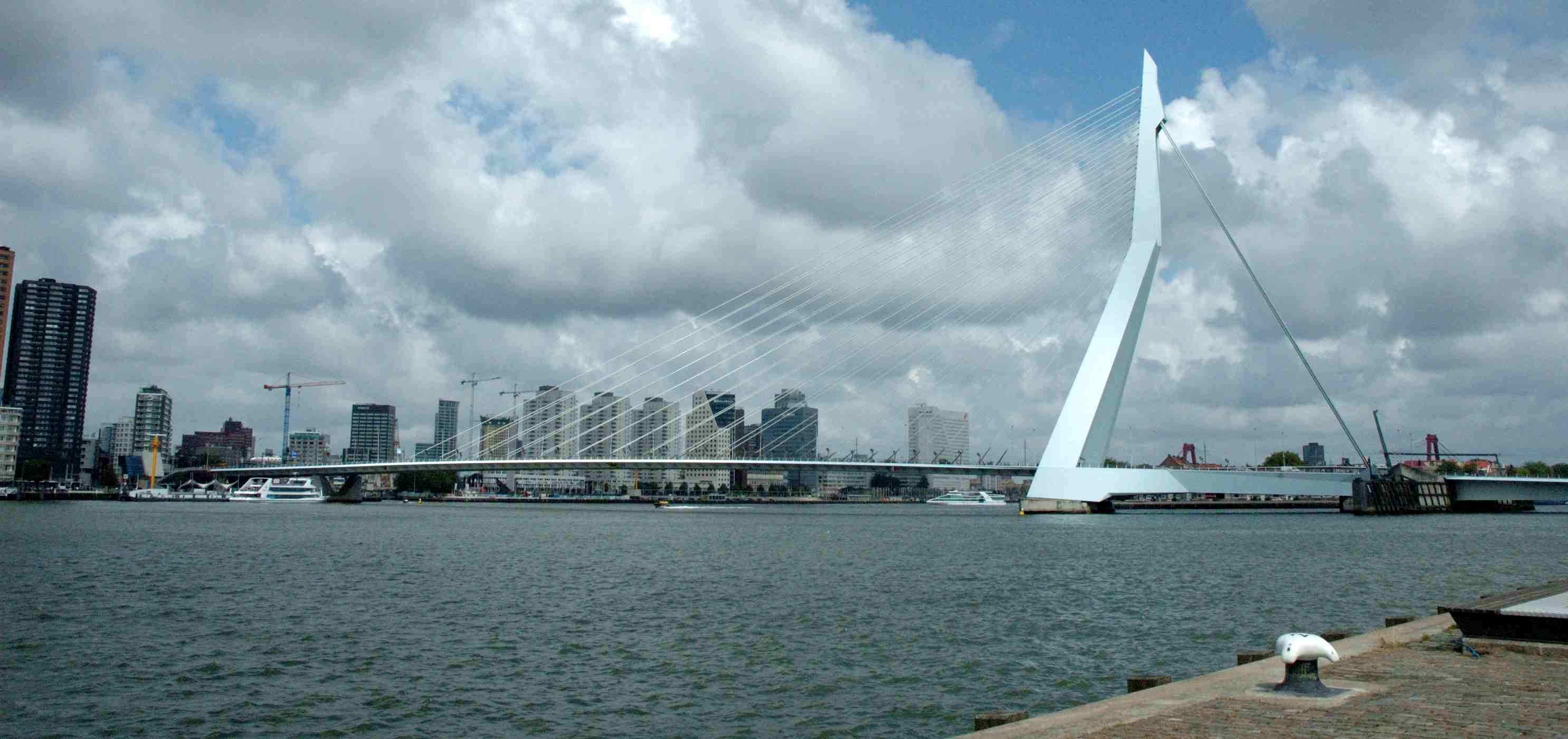
Erasmusbron.

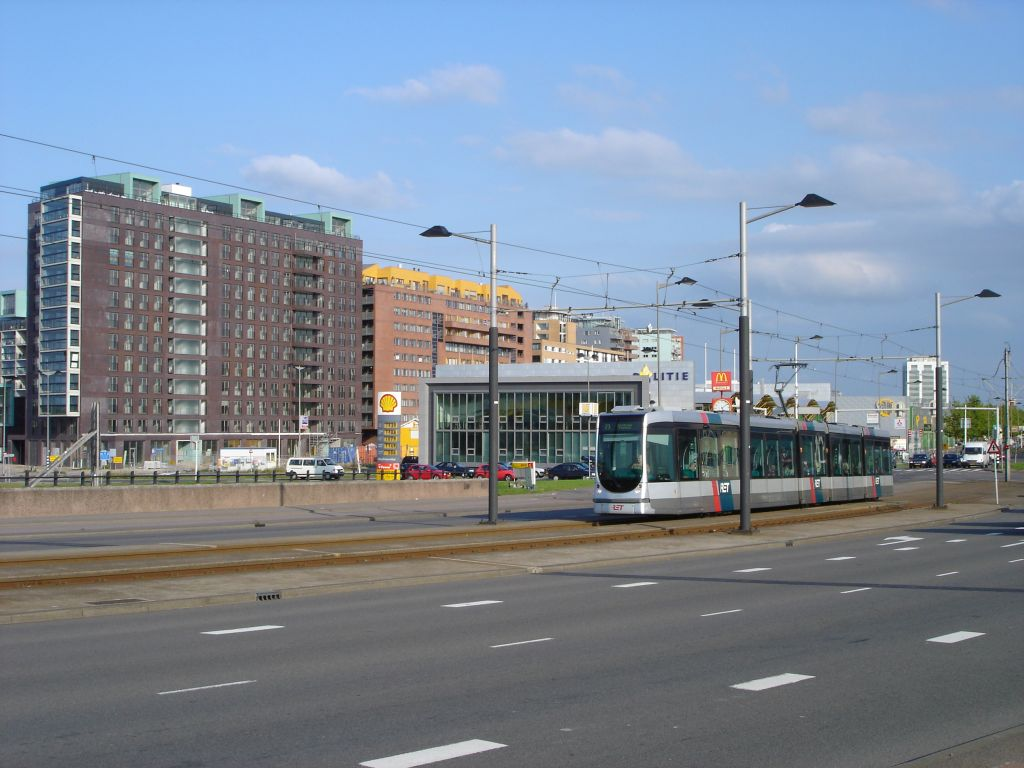
Förorten De Veranda.

Rotterdam (ˈ; ˌrɔtərˈdɑm Rotterdam (fil)) är den näst största staden i Nederländerna och en av världens största hamnar. Rotterdam var från början en dammbyggnad byggd 1270 på floden Rotte, och har sedan dess växt till att bli ett stort internationellt handelscentrum. Dess strategiska läge vid Rhens, Maas och Scheldes floddeltan i Nordsjön och centrum för en massiv järnväg, väg, flyg och inre vattenledningsdistributionsystem som sträcker sig över hela Europa är anledningen till att Rotterdam oftast kallas "Porten till Europa".
Rotterdam ligger i provinsen Zuid-Holland, och i västra Nederländerna och söder om Randstad. 2014 hade staden 619 879 invånare. Rotterdams storstadsområde, även kallad "Rotterdam-Rijnmond" eller bara "Rijnmond", har en befolkning på ungefär 1,3 miljoner. Rotterdam är känt för sitt universitet (Erasmus), sin avancerade arkitektur, sitt livliga kulturliv, slående hamnpromenad och det maritima kulturarvet. Staden är också känd för bombningen av Rotterdam.
Rotterdam är den största hamnen i Europa och en av de mest trafikerade hamnarna i världen, och Rotterdams hamn var världens mest trafikerade hamn från 1962 till 2004, då den överträffades av Shanghai. Rotterdams kommersiella och strategiska betydelse baseras på dess läge nära Nieuwe Maas mynning (Nya Maas), en kanal i deltan formad av Rhen och Maas i Nordsjön. Dessa floder leder direkt in till Europas mitt, inklusive den industriella Ruhrområdet.

## Geografi
Rotterdam ligger i provinsen Zuid-Holland och delas in i Nordrotterdam och Sydrotterdam av floden Nieuwe Maas. En tidigare lyftbro, "De Hef", finns bevarad som monument, i lyft position. Denna bro sammankopplar Noordereilandön med Sydrotterdam. Rotterdam ingår i Randstad, ett tätbefolkat område i västra Nederländerna som även omfattar storstadsområdena runt Amsterdam, Haag och Utrecht.

## Kommunen
Enligt 1 januari 2006 (CBS-statistik) hade kommunen totalt 304,22 km² area (varav 206,44 km² bestod av land) med en total invånarmängd på 588 500 invånare. Invånarantalet i Storrotterdam (Rijnmond) är 1 145 673 (1 januari 2006, CBS). År 1965 hade kommunen 731 000 invånare, men år 1984 hade den minskat till 555 000.
Rotterdams kommun är indelad i elva kommundelar (deelgemeenten): Charlois (inklusive Heijplaat), Delfshaven, Feijenoord, Hillegersberg-Schiebroek, Hoek van Holland, Hoogvliet, IJsselmonde, Kralingen-Crooswijk, Noord, Overschie och Prins Alexander. Rotterdams centrum och byn Pernis har särskild status. Industriområden och hamnar som Botlek, Eemhaven, Europoort, Maasvlakte, Spaanse Polder, Vondelingenplaat och Waalhaven tillhör inte heller någon kommundel, utan styrs direkt av kommunen.

## Demografi
Med 55% av invånarna som låginkomsttagare har Rotterdam de vanliga typiska stadsproblemen.
Med antalet invånare år 2004 var 318 672 nederländare, 52 377 surinameser, 43 550 turkar, 34 281 marockaner, 20 390 antiller/arubaner 20 390, nordafrikaner (förutom marockaner) 18 127, kapverdier 14 919 och övriga 97 543.
Rotterdam är den staden i Nederländerna med högst procent av andra invånare än västinvandrare. Mer än hälften av invånarna är inte födda eller har minst en förälder som är inte född i Nederländerna. Staden har en av de största kapverdiska befolkningarna i världen utanför Kap Verde, och den största antilliska befolkningen utanför Nederländska Antillerna.

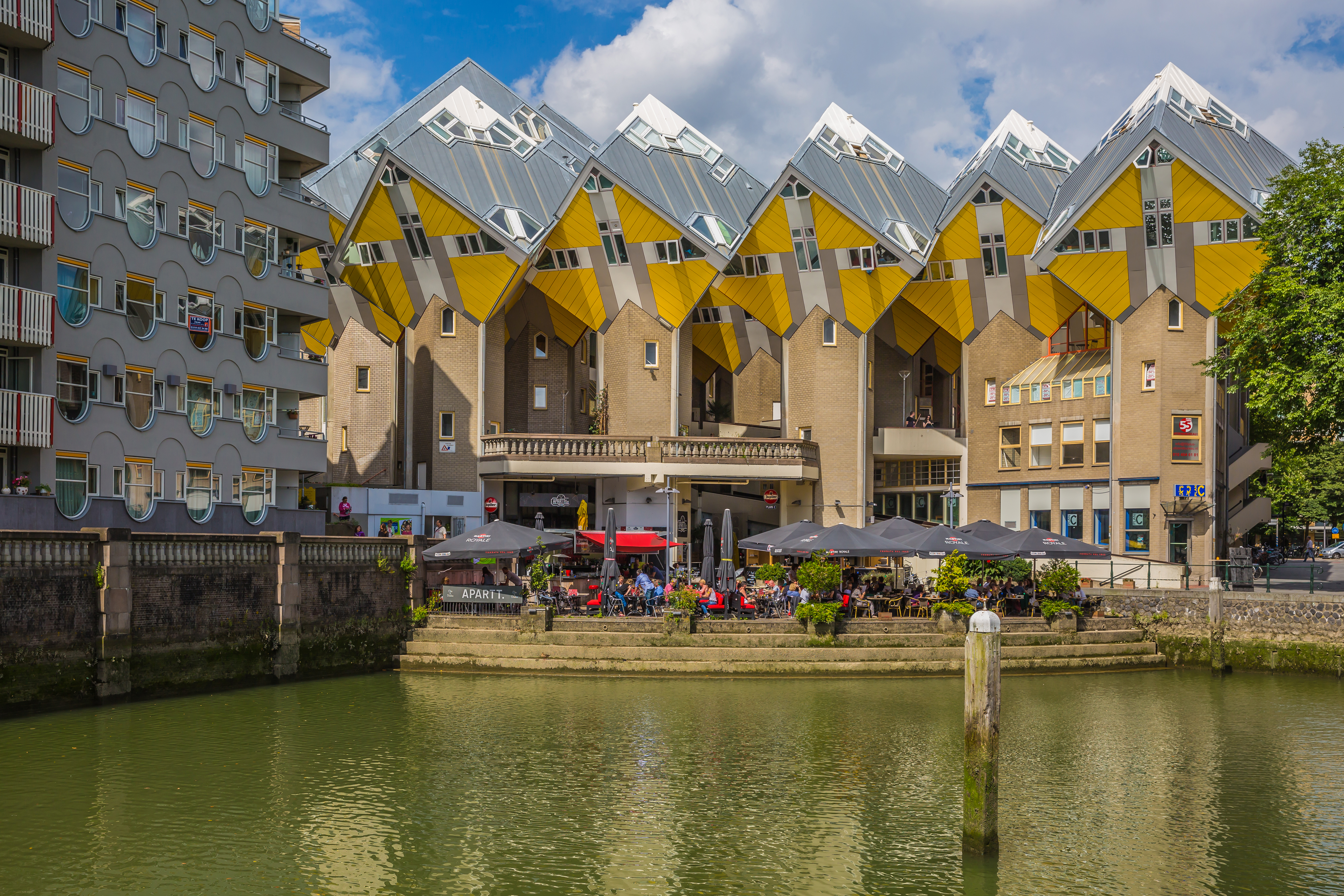
Unika kubhus

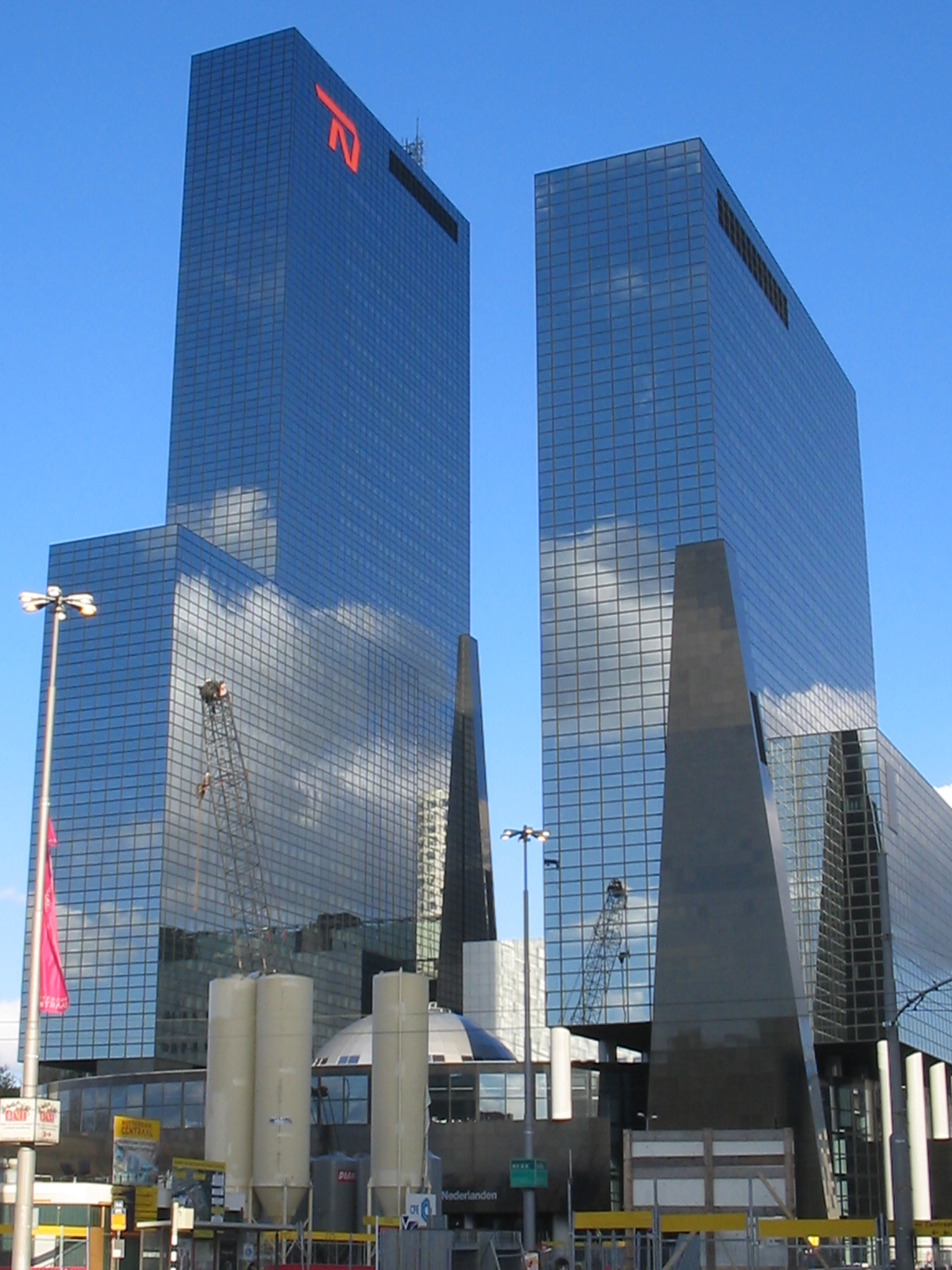
En av Nederländernas högsta byggnader, tillhörande banken Nationale Nederlanden.

### Historiska invånarantal
- 1796: 53 200
- 1830: 72 300
- 1849: 90 100
- 1879: 148 100
- 1899: 318 500
- 1925: 547 900
- 1965: 551 000
- 1984: 555 000
- 2000: 592 673
- 2005: 596 407
- 2010: 603 425
- 2015: 623 652
- 2020: 651 157

## Utbildning
Rotterdam har ett stort universitet, Erasmus Universiteit Rotterdam, namngivet efter en av stadens tidigare invånare Erasmus av Rotterdam. Många av avdelningarna är världskända. Financial Times rankade år 2005 Erasmusuniversitetet som nummer 29 i världen och 7 i Europa.
Det finns tre högskolor i Rotterdam. Dessa skolor ger eleverna kandidatexamen och masterexamen. De tre högskolorna är Hogeschool Rotterdam, Hogeschool INHOLLAND och Hogeschol voor Muziek en Dans.
Omkring 20 procent av Rotterdams invånare är studenter.

## Museer
Rotterdam har många museer. Välkända museer är Boijmans Van Beuningen, Historiska museet, Volkenkundig Museum (utländska personer och kultur), KunstHal (konsthall), Maritiem Museum och Brandweermuseum (brandkårsmuseet). Andra museer är bland annat Skattemuseet, Dubbelde Palmboom och Schielandhuis.

## Sevärdheter
Rotterdam Zoo (Diergaarde Blijdorp) är ett stort zoo i centrums nordvästra hörn, där man kan se flera sällsynta djur, som indisk noshörning, visayavårtsvin, fiskarkatt, taki, asiatiskt lejon, lunnefågel, havsutter samt vanligare djur som giraff, elefant, tiger, pingvin, gorilla, sjölejon, flamingo, hyena, röd panda och dvärgflodhäst.

## Internationella relationer
Rotterdam har stads- och hamnförbindelser i hela världen. 2008 hade staden 13 vänorter, 12 partnerstäder, och 4 systerhamnar.

### Vänorter
- Baltimore (sedan 1985)[3][4]
- Burgas (sedan 1976)[3][4]
- Constanța (sedan 1976)[3][4]
- Dresden (sedan 1988)[3][4]
- Esch-sur-Alzette (sedan 1958)[3][4]
- Gdańsk (sedan 1977)[3][4]
- Havanna (sedan 1983)[3][4]
- Köln (sedan 1958)[3][4]
- Lille (sedan 1958)[3][4]
- Liège (sedan 1958)[3][4]
- Shanghai (sedan 1979)[3][4]
- Sankt Petersburg (sedan 1984)[3][4]
- Turin (sedan 1958)[3][4]

### Partnerstäder
- Antwerpen (sedan 1940)[3]
- Basel (sedan 1945)[3]
- Bratislava (sedan 1991)[3]
- Budapest (sedan 1991)[3]
- Duisburg (sedan 1950)[3]
- Durban (sedan 1991)[3]
- Hull (sedan 1936)[3]
- Jakarta (sedan 1983)[3]
- Nürnberg (sedan 1961)[3]
- Osaka prefektur (sedan 1984)[3]
- Oslo (sedan 1945)[3]
- Prag (sedan 1991)[3]

### Systerhamnar
- Kobe (sedan 1967)[3]
- Busan (sedan 1987)[3]
- Seattle (sedan 1969)[3]
- Tokyo (sedan 1989)[3]

### Platser döpta efter Rotterdam
- Rotterdam, New York, USA
- Rotterdam, Limpopo, Sydafrika

## Kända personer från Rotterdam
- Aert Pietersen van de Venne - målare
- Robin van Persie - fotbollsspelare
- Bep van Klaveren - boxare